# Charita
Charita (z latinského výrazu caritas = slitování, smilování) obvykle označuje dobrovolné dobročinné akce na pomoc trpícím lidem, dětem, starým lidem, sociálně slabým, nemocným a podobně. V praxi termín může mít různý význam, peněžitými i věcnými dary počínaje až po práci vykonávanou zdarma pro nějakou dobročinnou neboli charitativní organizaci (humanitární nebo i jinak motivovanou).
Charitativní nebo humanitární organizace jsou uvedeny v samostatném článku.